# Burslem
Burslem is een plaats en civil parish in het bestuurlijke gebied Stoke-on-Trent, in het Engelse graafschap Staffordshire met 14.303 inwoners.

## Geboren
- Josiah Wedgwood (1730-1795), pottenbakker en ondernemer
- Lemmy Kilmister (1945-2015), frontman en oprichter van de Engelse heavy metalband motörhead